# Haninah ben Ahi R. Joshua
Hanina(h) ben Ahi Rabbi Joshua (o Hanina(h) b. Ahi R. Joshua; in ebraico חנניה בן אחי רבי יהושע ‎?; a volte scritto חנינא, Haninah ben [figlio di] Ahi [mio fratello] Rabbi Yehoshua; a volte appare nella traduzione talmudica come Hanania, figlio del fratello di Rabbi Joshua)  (II secolo) era un saggio ebreo, rabbino Tanna della 3ª generazione (110 – 135 e.v.).
A differenza di molti altri saggi Tannaim, Haninah non viene riconosciuto con nome di suo padre, ma con quello di suo zio, Rabbi Joshua ben Hananiah. A volte viene registrato nelle Baraita solo con Haninah, e non appare mai nella Mishnah.
Acquisì la sua conoscenza della Torah da suo zio Rabbi Joshua ben Hananiah, avendo anche assistito alle attività dello zio nel Sinedrio di Yavne. Dopo il fallimento della rivolta di Bar Kokhba e la morte di Rabbi Akiva e Rabbi Judah ben Baba, Haninah sopravvisse rimanendo il saggio più grande della sua generazione ("Gadol", in ebraico גדול‎?, "grande") in Terra di Israele. Successivamente, si trasferì a Babilonia ove stabilì una Yeshivah presso il fiume Paqod.